# Cublai, gran kan de’ Tartari
Cublai, gran kan de’ Tartari (deutsch: Kublai, Großkhan der Tartaren) ist ein „dramma eroicomico“ in zwei Akten von Antonio Salieri auf einen Text von Giovanni Battista Casti, das zu Salieris Lebzeiten nicht aufgeführt wurde.

## Geschichte
Die Uraufführung in deutscher Übersetzung von Cornelia Boese erfolgte erst im Juni 1998 im Mainfranken Theater Würzburg in einer Inszenierung von Ulrich Peters unter der musikalischen Leitung von Johan van Slageren. Die virtuose Partie der bengalischen Prinzessin Alzima übernahm die mittlerweile international gefragte Koloratursopranistin Diana Damrau. Im November 2007 erschien bei Virgin Records ihr Album mit Arien von Salieri, Mozart und Righini, auf dem sie sich unter anderem auch mit zwei Arien aus Cublai präsentiert. Die Ouvertüre zu Cublai findet sich mittlerweile auch auf Konzertprogrammen wieder, so zum Beispiel gespielt vom Freiburger Barockorchester und den London Mozart Players.
Salieris heroisch-komische Oper entstand zwischen 1786 und 1788. Das satirische Libretto Castis schildert unverblümt die Missstände am russischen Zarenhof Peters des Großen. Aufgrund eines überraschenden Bündnisses zwischen Österreich und Russland im Jahre 1788 war es Salieri nicht mehr vergönnt, sein Werk auf der Opernbühne zu sehen, die Zensur machte eine Aufführung unmöglich.
2024 brachte das Musiktheater an der Wien das Werk erstmals in italienischer Sprache auf die Bühne, bearbeitet und inszeniert von Martin G. Berger. Christoph Wagner-Trenkwitz trat als Antonio Salieri auf, die Titelrolle sang Carlo Lepore, Kublais Sohn Lipi sang Lauranne Olivia, Marie Lys war Prinzessin Alzima und Alasdair Kent sang Kublai Khans Neffen Timur. Im Rahmen der International Opera Awards 2024 wurde die Inszenierung in der Kategorie Wiederentdeckung ausgezeichnet.